# Понтоток (окръг, Оклахома)
Окръг Понтоток (на английски: Pontotoc County) е окръг в щата Оклахома, Съединени американски щати. Площта му е 1878 km², а населението – 35 143 души (2000). Административен център е град Ейда.